# 里巴
里巴（阿拉伯语：ربا ,الربا、IPA：[ˈrɪbæː]）大致可以翻譯成「高利貸」或商貿活動衍生的不公平、剝削性的利益。古蘭經有多段經文提到里巴，並加以譴責，許多聖訓對里巴亦有所討論。在伊斯蘭經濟法學裡，里巴是一種主要的罪孽。
穆斯林都同意禁止里巴，但他們對於里巴的定義存有分歧。里巴通常是指借貸利息，但亦適用於各種商業交易。

## 語源及定義
在伊斯蘭教出現之前，阿拉伯人就用「里巴」一詞來表示數值的增加 。傳統的伊斯蘭教法學將「里巴」定義為「不匹配的剩餘價值」。
里巴的定義包括：
- 放貸或借貸時附帶需要支付或收取的不當增幅金額或實物，不論是放貸人開出的條件還是借款人自願支付。這種里巴被稱為里巴杜雲（欠款高利貸）[參 1]。
- 特定物品的增加。里巴的字根有增加或增長的意思[參 2]。
- 不平等的交易。可以是指交易的數量不相同，也可以是指其中一方會因此而承擔風險，而另一方沒有這種風險的交易[6]。
- 利息或過高的利息。伊斯蘭法律學者在歷史上認為古蘭經「禁止訂明放貸人獲得固定回報的借貸合同」，理由是這樣會「給放貸人帶來不勞而獲的收入」，令「借款人肩負不公的責任」。在現代，大部分穆斯林國家都准許以溫和的利率放貸（一些國家禁止複利），伊斯蘭主義者及復興主義者則宣稱任何形式的利息都會造成社會不公，應全面禁止[7]。
- 「任何形式、情況及程度的利息」[8]。
- 「超出借款本金的任何數額，不管借款的金額、目的及期限」[9]。
- 並非指銀行利息，而是指經濟上處於強勢的一方對經濟上處於弱勢的一方收取的利息[10]。
- 「過高的利息徵收」[8]。

大部分的伊斯蘭教法學家描述的幾種里巴是：
- 里巴納西亞：通過借貸收取額外的現金或實物[11]。
- 里巴法德勒：同一種商品在同一時間交易，但交易商品的數量或品質不相等而收取額外的金額[12]。
- 里巴賈希里亞：根據古蘭經所述是伊斯蘭教出現之前阿拉伯地區的高利貸，如果借款人無法如期償還借款，債款每年會「加倍、再加倍」[13][14]。

## 歷史
對於前伊斯蘭時期阿拉伯的里巴，學者約翰·埃斯波西托的描述是「如果借款人違約，債項須加倍。如再次違約，則債項會再次加倍」，導致一些窮困的阿拉伯借款人遭到奴役。
《伊斯蘭教及穆斯林世界百科全書》等來源指出，早期的穆斯林對於要禁止的里巴是指所有的利息還是指過高的利息存在分歧，但最後採納里巴的廣義成為了穆斯林法學家的共識，他們裁定所有要連本帶利償還的貸款都是被禁止的。法學家雅薩斯把里巴的定義規範為「貸款當中約定要額外支付的款項」，但受到現代主義者的批評。
蒂穆爾·庫蘭等學者認為伊斯蘭教對貸款利息的責難源於古代廣泛存在的一種現象，那個時候的債主會把違約者當作奴隸販賣，經常把他們送到外地。猶太教的律法書亦禁止猶太人之間的借貸收取利息，又禁止向窮人收取利息。早期的基督教也嚴禁利息，基督教神學家早在伊斯蘭教出現的多個世紀之前就譴責收取利息是貪得無厭。
學者穆罕默德·阿克拉姆·汗提到，先知穆罕默德通過辭朝演說廢止了所有對貸款利息的聲索，而且薩吉夫部落又被警告如果他們違反與早期穆斯林訂立的協議向借款的穆斯林收取利息就兵戎相見，從中可以看到伊斯蘭教對里巴的反對態度。不過，汗又表示「無論是先知、首四位哈里發及其後的伊斯蘭政府都沒有立法抵制里巴」。
雖然歷史上的伊斯蘭國家都遵從傳統的法學，禁制收取貸款利息，但「通過半公開的合法方式」，穆斯林社會依然有收支利息的活動。根據庫蘭所述，「16世紀的一位奧斯曼帝國蘇丹把最高年利率限制在11.5%，但僅限於通過花招使之不觸犯禁令的交易，這一政令是得到法律意見（法特瓦）的正當許可」，其中一種在奧斯曼帝國時代常用來規避利息禁令的「花招」被稱為「伊斯蒂格拉爾」，是指借款人把房屋賣給貸款人，然後馬上回租該房屋。賣出房屋所得的金額就是借款，租金就當作利息。
隨著歐洲的勢力和影響力在啟蒙時代、地理大發現及殖民時代與日俱增，伊斯蘭現代主義者在19世紀末開始反思對利息的禁制。不過，伊斯蘭主義者在20世紀末把利息定性為里巴，責令穆斯林要在伊斯蘭銀行借款和貸款，並向政府施壓落實對利息的禁制。1976年，位於吉達的阿卜杜勒阿齊茲國王大學在麥加舉辦第一屆伊斯蘭經濟國際學術研討會，會議上有「數百位穆斯林知識份子、伊斯蘭教法學者及經濟學家異口同聲地稱所有形式的利息都是里巴」。

## 經文

### 古蘭經
古蘭經有12段經文論及里巴，里巴一詞出現了八次，其中三次在2：275，餘下的五次分別在2：276、2：278、3：130、4：161及30：39。
羅馬人章的麥加經文首先提到里巴：
你們為吃利（里巴）而放的債，欲在他人的財產中增加的，在真主那裡，不會增加。
 — 《古蘭經》 30：39
麥地那經文則提到：
且違禁而取利息，並借詐術而侵蝕别人的錢財，我已為他們中不信道的人而预備痛苦的刑罰。
 — 《古蘭經》 4：161
信道的人們啊！你們不要吃重複加倍的利息……
 — 《古蘭經》 3：130
黃牛章對此有許多的討論：
吃利息的人，要像中了魔的人一樣，瘋瘋癲癲地站起來。這是因為他們說：「買賣恰像利息。」真主准許買賣，而禁止利息……真主褫奪利息，增加賑物……信道的人們啊！如果你们真是信士，那末，你們當敬畏真主，當放棄餘欠的利息……如果你們不遵從，那末，你們當知道真主和使者將對你們宣戰。如果你們悔罪，那末，你們得收回你們的資本。
 — 《古蘭經》 2：275-280
伊斯蘭教史學家塔百里引述許多塔比爾（穆罕默德的再傳弟子）稱黃牛章的那段經文其實是指禮物，另一位史學家焦齊則引述傳教士哈桑·巴士里稱這段經文是指里巴，因此未能確定這段經文是禁止里巴的來源。
第二段經文（4：161）所指的「他們」是指猶太人，所以不知道經文裡所指的違禁是否也應用於穆斯林。
另一段經文（3：130）被許多人都視為禁止里巴，包括中世紀的遜尼派學者伊本·哈賈爾·阿斯卡拉尼。不過，這段經文需要指向伍侯德之戰的典故解釋為對里巴的禁制，經文本身或只可以解讀為反對利息的取態。
不少人都認為黃牛章的經文（2：275－280）是明確禁止里巴。經文是講述薩吉夫部落與阿姆爾伊本穆吉拉部落的借貸利息紛爭，法學家把這種利息稱為「里巴納西亞」，把它與「里巴法德勒」作出區分，里巴法德勒就是許多典故裡所說的不相等交易衍生的利息。
保守派學者穆罕默德·那扎圖拉·西迪基對黃牛章的那段經文作出解釋，他指里巴不僅是被「明確禁止」及被認為是「不公正」，而且它的定義是指一筆債款除了「本金之外」的任何付款。現代主義者穆罕默德·奧馬爾·法魯克則認為古蘭經譴責里巴，但並沒有作出定義。拉奎布·扎曼提到古蘭經對里巴的形容和定義只有3：130的「重複加倍」。

### 聖訓
許多聖訓（先知穆罕默德的言行紀錄）都有提及里巴，法魯克稱「大致上是聖訓給出了里巴的定義」。
據說穆罕默德在辭朝演說時說道：
安拉禁止你們放高利貸（利息），因此今後的所有利息全部廢除。但是，你們的財產歸你們所有。你們既不能壓迫也不會遭受任何的不公平。安拉已規定，再不會存在任何的利息，阿拔斯·本·阿卜杜·穆台利卜所放高利貸的全部利息從今以後被廢除。
賈比爾則傳述道：
穆罕默德曾經咒罵收受及支付高利貸的人，以及一位記錄這筆高利貸的人及兩位見證人，說道：「他們都是沆瀣一氣。」
聖訓也貶斥法學家所指的「里巴法德勒」，例子有：
艾布傳述：我們曾獲得一些高低質量混在一起的椰棗。我們以這種椰棗二升換取質量好的一升。使者說：「你們不可以兩升換一升，也不可以兩個迪拉姆換一個迪拉姆。」
伊本·歐麥爾傳述：小麥換小麥是高利貸，現交及等量則可；大麥換大麥是高利貸，現交及等量則可；棗換棗是高利貸，現交及等量交則可。
艾布·胡萊賴傳述：穆聖說：「誰進行連環交易，不是賠累，便致重利。」
艾布·胡萊勒描述了違反里巴禁令的嚴重性：
艾布·胡萊賴傳述：穆聖說：「你們當遠離七種醜惡行為。」有人說：「主的使者！都是甚麼？」穆聖說：「就是以物配主；玩弄魔術；殺人害命，依理屠殺例外；侵吞孤兒錢財；吞食利息；臨陣逃跑；誣陷貞潔無辜的女穆民。」
根據《伊本·馬哲聖訓集》，先知穆罕默德曾經宣稱奉行里巴比起「與自己的母親亂倫」更糟糕。
扎曼提到聖訓所述的里巴都是「以銷售為背景」（例如椰棗、小麥、金銀的易貨交易，屬於里巴法德勒），「沒有提及貸款欠債」。據埃及穆夫提（伊斯蘭教法權威）穆罕默德·賽義德·坦塔維所說，古蘭經及聖訓並沒有禁止獲得各方共識之下的預定回報率。

## 伊斯蘭教法
對於里巴是否違反伊斯蘭教法而需要懲罰，還是只不過是一種罪孽，穆斯林有不同的意見。汗提到當代的傳統學者根據穆罕默德的辭朝演說及薩吉夫部落被警告不要向穆斯林收取利息，從而認為利息違反伊斯蘭教法。不過，汗卻主張：
|  | 先知本來可以頒佈這樣的法律。事實上無論是先知還是古蘭經都沒有好像盜竊、通姦及殺人一樣針對利息頒佈任何法律。試圖把利息禁令應用在公法之上是較近代的趨勢……先知、首四位哈里發及後來的伊斯蘭政府都沒有立法禁制里巴。 |

魯霍拉·霍梅尼的伊斯蘭教令著作《超在問題》當中講述買賣的章節裡並沒有禁制利息，但有說明「古蘭經的經文及傳統上都建議」免息租賃。

## 利息
以禁制里巴的名義禁制利息被指是「伊斯蘭經濟最重要的目的」，巴基斯坦國民議會在2004年的一次擾嚷體現了其對伊斯蘭復古主義者的重要性。當時有一位國會議員引述一位埃及伊斯蘭學者的法令，指出銀行利息並不違背伊斯蘭教。一位伊斯蘭主義議員在後來回應時提到，自從伊斯蘭意識形態委員會頒令任何形式的利息在伊斯蘭社會裡都是「哈拉姆」（被禁止的）之後，國會議員沒有權力否定這個「已經塵埃落定的議題」。
不過，即使是在支持伊斯蘭銀行體系的國家，大部分穆斯林國家對收取利息的政策都牽涉到複雜的情況。科威特的民事法第547條提到「借貸不應含有利息，任何附加的利息理應作廢而不使原來的借貸協議受損」。可是，該國的商業法又指出「除非得到對方同意，貸方有權在商業貸款當中收取利息」。沙特阿拉伯金融管理局章程的第二章寫道：「沙特阿拉伯金融管理局不收取及支付利息，僅在向公眾及政府提供服務的時候收取一定的費用，彌補局方的開支。」不過，貿易經濟網站稱沙特阿拉伯金融管理局有「基準利率」（截至2015年4月為2%） 。除了拉希吉銀行，沙特阿拉伯的銀行都「以利息為本經營」，經伊斯蘭曆1386年色法爾月22日頒佈的M/5號勒令而制定的銀行管理法對於利息「隻字不提」。

### 里巴與利息
除了顯然易見的經文，不少伊斯蘭主義及復古主義的學者試圖為禁制貸款利息提供理據。伊斯梅爾·奧茲索伊把利息定性為里巴，是「不勞而獲、不公平的收入分配」。他認為無論利率的高低、雙方是否有默契或共識，利息的支出和收取都是不道德和不公平，因為「雖然利率在一開始就是固定，但在使用貸款的時候無法預計相關業務的表現，不知道會導致盈利還是虧損及盈虧的金額」。奧茲索伊稱古蘭經的2：275－280可以支撐他的論點，特別是「你們不致虧枉別人，你們也不致受虧枉」。
西迪基認為禁制利息可以防止剝削。如果是消費貸款，有財富的人理應幫助沒有財富的人，不應收取利息。至於在生產貸款當中，從本金衍生的保證收益是不公平的，企業家與資本家共享利潤才是公平的做法。
毛杜迪相信收取貸款利息使購買力從消費傾向者轉移至投資傾向者，導致生產力和消費力失衡。這樣的收入轉移提高了生產力，消費力則相對下跌，從而令消費品的價格上升。他認為隨著這個過程的重覆累積，停滯、蕭條及壟斷等經濟問題就會浮現，最終形成帝國主義。他指出，通過免息貸款、天課及利潤分享消弭資本回報可以令生產力和消費力達致平衡，企業家成為重心所在，他們的活動就是收益和薪資的唯一源頭，確保他們的社會地位。
哈米杜拉認為利息造成不公的原因是這樣會令借方負上風險，而貸方則沒有風險。伊斯蘭教的觀點是責任與利益必須並存，否則這樣的利益是禁止的。

### 銀行利息的准許
雖然大部分的穆斯林及「非穆斯林的伊斯蘭世界觀察者」都認為伊斯蘭教禁止貸款利息，但有些穆斯林並不這樣認為 。統治者會就「關鍵的政策議題」向「官方」的烏理瑪尋求教令，這些烏理瑪的職責就是把統治者的政令合法化（例如埃及總統穆罕默德·安瓦·沙達獲得愛資哈爾大伊瑪目的教令，裁定有息國債符合伊斯蘭教法），所以有些伊斯蘭學者認為銀行利息是允許的。
有不少現代法學家對把當代的銀行利息視為里巴提出質疑，包括穆罕默德·阿布都、拉希德·里達、馬哈茂德·沙爾圖特、賽義德·艾哈邁德·汗、法茲勒·拉赫曼、穆罕默德·賽義德·坦塔維及優素福·格爾達維。
學者穆罕默德·奧馬爾·法魯克提到早年也有許多法學家質疑利息被視為里巴的觀點。伊瑪目艾哈邁德·伊本·罕百里認為「從伊斯蘭教觀點毫無疑問是非法」的只有里巴賈希里亞（當借方無法償還欠債的時候，欠款每年翻倍）。此外，穆罕默德的主要追隨者及最早的伊斯蘭法學家阿卜杜拉·伊本·阿巴斯及其他追隨者（烏薩馬·伊本·宰德、阿卜杜拉·伊本·馬蘇德、烏爾瓦·伊本·祖拜爾、宰德·伊本·艾爾蓋姆）都認為只有里巴賈希里亞昰非法。
扎曼反對把里巴定義為「額外或附加，即是指借貸本金以外的附加償還金額」，他指出：
|  | 如果穆斯林法學家照字面把利息都視為高利貸，那麼很自然有人會疑惑真主為何會在3：130使用「重複加倍」的字眼指稱高利貸……以及為何古蘭經及先知都沒有再進一步解釋這段經文。 |

穆罕默德·阿克拉姆·汗形容現代主義者把里巴解讀為先知穆罕默德在得到古蘭經時麥加社會的借貸習俗。現代主義者認為當時的借貸與當今的銀行貸款大相逕庭，情況遠比當今嚴重，那個時候窮困的借款人為了消費而向富有的貸款人借款，貸款人向他們徵收高昂的利息，導致他們欠下巨額的債務，往往都淪為奴隸。與此相對，當代社會的大部分借貸都是出於商業及投資用途，在充滿競爭及受到監管的市場下可以保持低利率。《伊斯蘭教及穆斯林世界百科全書》也有類似的論述，說明包括伊斯蘭現代主義者在內的伊斯蘭經濟批評者都認為應該區分里巴與一般的利息，又指「根絕利息是走錯了方向和不切實際」，因為利息「對於任何複雜的經濟體都是不可或缺」，而且充滿競爭的金融市場「限制了利息的徵收」，現有的破產法也「保障了借款人免於陷入過往由里巴造成的恐怖現象」。
鑑於貸方需要蒙受「機會成本、通脹侵蝕價值及借方違約」的風險，經濟學家馬哈-哈南·巴拉拉質疑免息貸款並非長久之計；伊斯蘭學者蒂穆爾·庫蘭不認為沒有利息的經濟體系可以實現，指出「至今為止也沒有穆斯林國家有真正的無息經濟」。
法茲勒·拉赫曼等作家提到，利息作為融資的成本，其價格受到借方的需求而影響。如果融資成本（利息）變成零，市場的供給就會變得有限，而需求則無限膨脹。他們又提出合理的經濟論點，指出利息可以有效分配資源及發展經濟，因此利息不是里巴。
法魯格不認同傳統學者及激進份子的主張，他認為古蘭經並沒有定義里巴，那些被引用來證明利息是里巴的聖訓亦並非沒有模糊之處。他爭論即使大多數的學者都支持利息是里巴的觀點，但並沒有達成共識。
法茲勒·拉赫曼·馬利克、穆罕默德·阿薩德、薩伊德·納賈爾、賽義德·坦塔維等現代主義學者與傳統主義學者的分歧在於他們不認為里巴只是單指不分高低的利息，而是要看它是否造成剝削，因此許多學者對不同形式的利息有不同看法，認為有些是合法，另一些則是非法。
埃及伊斯蘭慈善部前部長阿卜杜勒·穆奈姆·尼米爾在1989年於《金字塔報》撰文稱令借方受到損害的利息算是里巴，因此低利率的銀行利息不算是里巴。在1991年5月，埃及穆夫提穆罕默德·賽義德·坦塔維頒佈多條伊斯蘭教令，准許銀行利息的通行，因為銀行存戶難以剝削向他們支付利息的銀行，所以銀行利息不能被視作里巴。
謝赫（伊斯蘭領袖）納斯爾·法里德·瓦西爾在1997年8月22日宣佈只要資金投資在清真（符合伊斯蘭教的原則）用途，銀行利息是可以通行的。他說道：「沒有甚麼伊斯蘭或非伊斯蘭的銀行，我們不要再爭論銀行利息吧。」
在當代的印巴次大陸裡對里巴進行重新解讀的現代主義者包括賈法爾沙·普爾瓦拉伊、塔曼納·伊馬迪、拉菲烏拉·謝哈布、阿布沙、阿卜杜勒·加富爾·穆斯林、賽義德·艾哈邁德、阿格達斯·卡茲米、阿卜杜拉·賽義德。
法茲勒·拉赫曼把里巴定義為「過高的加額導致本金總額呈倍數上升，以換取固定的還款延期」。

## 替代方式
巴基斯坦總統穆罕默德·齊亞·哈克在1980年代展開打擊里巴的運動，以盈虧分配金融工具取締計息的存款戶口。政府又鼓勵這些銀行以「穆拉巴哈」或「穆沙拉卡」的方式進行金融活動。
- 穆拉巴哈是指貸方（通常是銀行）以自身的名義購買借方（進口商或商人）的貨物，然後加價回售給借方。加價的部分就是利息，但在名義上不叫利息以作規避。貿易融資會用到這種手法，由於銀行會取得貨物的擁有權，牽涉到貨物的買賣，因此銀行是通過提供服務和必須承擔一定的風險來獲取利潤[參 8]。
- 穆沙拉卡是指貸方（通常是銀行）與借方或客戶進行合作，雙方對一個項目或一宗交易享有股本權益，甚至是管理權，雙方根據各自的股權瓜分盈虧[參 8]。

批評者則指出伊斯蘭銀行「難以遵照他們自身的規條辦事」，並把「利息費用隱藏在其他的收費裡」。

### 優點
伊斯蘭主義作家明言禁制利息不會導致儲蓄崩潰，反而有利於經濟的穩定、效率及發展。
西迪基提到利用盈虧共享的方式取代固定利率可以令經濟體系更穩定，企業家可以因此而得益。沒有利息不會令儲蓄崩潰，因為儲蓄是收入的一個作用，利息並非儲蓄的主要誘因。曼南認為盈虧共享可以促進就業和經濟，符合古蘭經的精神。毛杜迪則認為利息支出不利於生產力。

### 金融中介
為了解決零利息造成投資的需求無限膨脹而供給有限的問題，西迪基等激進份子提出雙重「穆達拉巴」作為銀行的營運模式。銀行在當中扮演合作伙伴，分別與存戶及企業定簽訂穆達拉巴的協議，即是存戶向銀行貸款，利潤和虧損按協議分攤，而銀行與企業家亦有這樣的協議。這種模式亦可以使用各種固定回報的方式進行（例如穆拉巴哈等）。在實際應用上，穆拉巴哈更受銀行歡迎，因為它與計息的金融手法更相似。
不過，這種模式令資本家不用承擔風險（受到存戶的擔保），因而備受批評。此外，哈塔卜又指雙重穆達拉巴機制在伊斯蘭教法當中找不到依據，他稱「法基赫（伊斯蘭教法學家）都同意共享盈虧的穆達拉巴協議方沒有權力把資金轉移至第三方牟利」。
銀行提供活期存款及投資存款兩種方式給存戶選擇。活期存款戶口在起初更為普遍，但大部分戶口都逐漸轉為投資戶口，反映存戶對銀行盈利能力的信心。許多伊斯蘭銀行在穆斯林國家都能夠正常運作，包括巴基斯坦、孟加拉、馬來西亞、伊朗、蘇丹、土耳其及巴林。
自從伊斯蘭保險在1977年於蘇丹通行之後，至今已在包括馬來西亞、約旦等國家實行。穆達巴拉保險是用以向不收取利息的存戶賠付可能在穆達巴拉協議當中承受的損失。

### 替代物
由於利息在許多重要的現代經濟理論當中都有重要的作用，因此伊斯蘭經濟模式需要有取代利息的變量及參數。有人提出托賓Q法可以取代利息。

## 註腳
1. ↑  Affi & Affi（2014年），第191页
2. ↑  Abdul-Rahman（2010年），第61页
3. ↑  Pock（2007年），第27页
4. ↑  Eisenberg（2012年），2.62
5. ↑  Kettell（2011年），第23页
6. ↑  Roy & Volk（1996年），第219页
7. 1 2  Esposito（2004年），第265-266页
8. 1 2 3 4 5 6 7  Martin（2004年），第596-597页
9. ↑  Khan（2013年），第142页
10. ↑  Saeed（1996年），第41-43页
11. ↑  Siddiqi（2004年），第54页
12. ↑  Hassan & Lewis（2007年），第43页
13. 1 2 3 4 5  Zaman（2011年），第223-224页
14. 1 2 3 4  Farooq（2009年），第105-141页
15. ↑  Farooq（2007年），第285-316页
16. 1 2 3  Kuran（2012年），第146页
17. ↑  Kuran（2012年），第134-135页
18. ↑  Kuran（2012年），第148页
19. ↑  Kuran（2012年），第152页
20. ↑  Khan（2013年），第143页
21. 1 2  Siddiqi（2004年），第35页
22. ↑  馬堅（1981年），第311页
23. ↑  馬堅（1981年），第75页
24. ↑  馬堅（1981年），第48页
25. ↑  馬堅（1981年），第33页
26. ↑  Usmani（2000年），第21页
27. ↑  Usmani（2000年），第19页
28. ↑  Saeed（1996年），第21-22页
29. ↑  Iqbal & Mirakhor（2011年），Chapter 3
30. ↑  Chick（2013年），3.294
31. ↑  Chick（2013年），3.380
32. ↑  Ellens（2013年），第101页
33. ↑  Chick（2013年），4.28
34. ↑  Abod & Omar（1992年），第381页
35. 1 2 3 4 5 6  Khan（2013年），第175页
36. ↑  Khan（2013年），第134-135页
37. ↑  Roy（1994年），第133页
38. ↑  Kuran（2010年），第x页
39. 1 2 3  Saeed（1996年），第12页
40. ↑  Ozsoy（1994年），第50页
41. ↑  Siddiqi（2007年），第63页
42. ↑  Siddiqi（2007年），第63-64页
43. ↑  Siddiqi（2007年），第64页
44. ↑  Kuran（2004年），第ix页
45. ↑  Miller（2011年），第79-80页
46. ↑  Siddiqi（2004年），第55-56页
47. ↑  Saleh（1986年），第27页
48. ↑  Khan（2013年），第178页
49. ↑  Balala（2010年），第64、81页
50. 1 2  Al-Rahman（1964年），第1-43页
51. ↑  Siddiqi（2004年），第57页
52. ↑  Asad（1984年），第61-62页
53. ↑  Najjar（1989年），第35-42页
54. ↑  Ahmad（2010年），第60页
55. ↑  Khan（2013年），第176页
56. ↑  Siddiqi（2004年），第91-113页
57. ↑  Haneef（1995年），第20页
58. ↑  Siddiqi（1981年），第65页
59. ↑  Hassan & Lewis（2007年），第310-311页
60. ↑  Anwar（2003年），第62-80页
61. ↑  Siddiqi（2004年），第66页